# رضا بن بعزیز
رضا بن بعزیز (انگلیسی: Reda Benbaziz؛ زادهٔ ۹ سپتامبر ۱۹۹۳) بوکسور اهل الجزایر است.